# Dänischer Fußballpokal 1996/97
Der Dänische Fußballpokal 1996/97 (unter Sponsorenschaft auch Compaq Cup) war die 43. Austragung des dänischen Pokalwettbewerbs der Männer. Er wurde vom dänischen Fußballverband ausgetragen. Das Finale fand traditionell am Himmelfahrtstag (8. Mai 1997) im Parken von Kopenhagen statt. Pokalsieger wurde der FC Kopenhagen, der sich im Finale gegen Ikast FS durchsetzte.
Das Halbfinale wurde in Hin- und Rückspiel entschieden. In den anderen Runden wurden die Begegnungen in einem Spiel ausgetragen. Bei unentschiedenem Ausgang wurde zur Ermittlung des Siegers eine Verlängerung gespielt. Stand danach kein Sieger fest, folgte ein Elfmeterschießen.

## 1. Runde
Es nahmen 48 Mannschaften der Dänemarkserie sowie jeweils acht Teams der 2. Division West und Ost 1995/96 teil.
|                         | Ergebnis              |                            |
| ----------------------- | --------------------- | -------------------------- |
| AC Horsens              | 11:00                 | Nørre Broby BK             |
| Albertslund IF          | 3:3 n. V. (4:3 i. E.) | Handelsstandes BK          |
| Assens FC               | 2:4                   | Dalum IF                   |
| B 1908 Amager           | 3:3 n. V. (4:2 i. E.) | Skælskør B&I               |
| B 1913 Odense           | 2:0                   | Lystrup IF                 |
| B 67 Odense             | 4:3                   | Grenaa IF                  |
| IF Skjold Birkerød      | 2:0                   | Roskilde BK                |
| Døllefjelde-Musse IF    | 1:3                   | Værløse BK                 |
| Eskilstrup BK           | 0:2                   | Virum/Sorgenfri BK         |
| Haderslev FK            | 4:0                   | Asaa BK                    |
| Hammerum IF             | 1:1 n. V. (6:7 i. E.) | Vejgaard BSK               |
| Glostrup IF 32          | 3:0                   | Vanløse IF                 |
| Kløvermarkens fB        | 0:4                   | Holbæk B&I                 |
| Knudsker IF             | 4:2                   | Vordingborg IF             |
| Kolding IF              | 2:1                   | Thisted FC                 |
| Nakskov BK              | 4:3 n. V.             | Nykøbing Falster Alliancen |
| Odense Kammeraternes SK | 3:1                   | Dragør BK                  |
| Politiets IF            | 3:2 n. V.             | IF Skjold Skævinge         |
| Rishøj BK               | 4:0                   | Sorø IF Freja              |
| Skive IK                | 10:00                 | Tarm IF                    |
| IK Skovbakken           | 3:2                   | Herning KFUM               |
| Tved BK                 | 6:1                   | Randers SK Freja           |
| Tønder SF               | 0:2                   | Frederikshavn fI           |
| Tårnby BK               | 2:4 n. V.             | Stenløse BK                |
| BK Union                | 1:6                   | Helsingør IF               |
| Valby BK                | 4:2                   | Hagested IF                |
| Varde IF                | 3:4                   | Nørresundby BK             |
| Vedbæk BK               | 1:5 n. V.             | BK Frem Kopenhagen         |
| Vejle BK                | 1:1 n. V. (5:4 i. E.) | Odder IGF                  |
| IK Aalborg Chang        | 2:6                   | Aarhus Fremad              |
| Aalborg Freja           | 2:3                   | Vejen SF                   |
| Aars IK                 | 5:1                   | Billund IF                 |

## 2. Runde
Teilnehmer waren die 32 Sieger der ersten Runde und die 8 Vereine auf den Plätzen neun bis sechzehn der 1. Division 1995/96.
|                    | Ergebnis              |                         |
| ------------------ | --------------------- | ----------------------- |
| BK Avarta          | 4:1                   | B 1908 Amager           |
| B 1909 Odense      | 4:0                   | AC Horsens              |
| BK Frem Kopenhagen | 7:2                   | Odense Kammeraternes SK |
| Haderslev FK       | 0:3                   | Dalum IF                |
| Holstebro BK       | 4:0                   | Nørre Aaby IK           |
| Glostrup IF 32     | 1:1 n. V. (1:3 i. E.) | Nakskov BK              |
| Knudsker IF        | 0:3                   | Hellerup IK             |
| Kolding IF         | 3:2                   | Aars IK                 |
| Køge BK            | 1:1 n. V. (3:2 i. E.) | Helsingør IF            |
| Nørresundby BK     | 2:2 n. V. (3:4 i. E.) | B 1913 Odense           |
| Politiets IF       | 5:1                   | Stenløse BK             |
| Rishøj BK          | 1:3                   | Ølstykke FC             |
| IK Skovbakken      | 2:2 n. V. (3:5 i. E.) | Frederikshavn fI        |
| Valby BK           | 0:6                   | IF Skjold Birkerød      |
| Vejen SF           | 5:2 n. V.             | FC Fredericia           |
| Vejgaard BSK       | 10:10                 | B 67 Odense             |
| Vejle BK           | 2:3                   | Skive IK                |
| Virum/Sorgenfri BK | 5:3 n. V.             | Holbæk B&I              |
| Værløse BK         | 3:1                   | Albertslund IF          |
| Aarhus Fremad      | 8:3                   | Tved BK                 |

## 3. Runde
Teilnehmer: Die 20 Sieger der zweiten Runde und die besten acht Vereine aus der 1. Division 1995/96.
|                    | Ergebnis              |                    |
| ------------------ | --------------------- | ------------------ |
| AB Gladsaxe        | 5:1                   | Værløse BK         |
| BK Avarta          | 3:2 n. V.             | Køge BK            |
| B.93 Kopenhagen    | 3:2 n. V.             | IF Skjold Birkerød |
| B 1909 Odense      | 0:4                   | Kolding IF         |
| Esbjerg fB         | 0:2                   | B 1913 Odense      |
| BK Frem Kopenhagen | 3:1                   | Hellerup IK        |
| Holstebro BK       | 3:2                   | Aarhus Fremad      |
| Nakskov BK         | 1:2                   | Herning Fremad     |
| Politiets IF       | 0:3                   | Brønshøj BK        |
| Skive IK           | 4:0                   | Vejen SF           |
| Svendborg fB       | 6:1                   | Frederikshavn fI   |
| Vejgaard BSK       | 1:1 n. V. (6:5 i. E.) | Dalum IF           |
| Virum/Sorgenfri BK | 0:1                   | Hvidovre IF        |
| Ølstykke FC        | 2:0                   | Fremad Amager      |

## 4. Runde
Teilnehmer: Die 14 Sieger der dritten Runde und die sechs Vereine auf den Plätzen sieben bis zwölf der Superliga 1995/96.
|                 | Ergebnis              |                    |
| --------------- | --------------------- | ------------------ |
| AB Gladsaxe     | 1:0                   | Svendborg fB       |
| BK Avarta       | 0:1                   | Herfølge BK        |
| B.93 Kopenhagen | 1:1 n. V. (5:3 i. E.) | Vejgaard BSK       |
| B 1913 Odense   | 3:2 n. V.             | Skive IK           |
| Brønshøj BK     | 0:1                   | BK Frem Kopenhagen |
| Holstebro BK    | 1:0                   | Viborg FF          |
| Hvidovre IF     | 1:2 n. V.             | FC Kopenhagen      |
| Ikast FS        | 1:0                   | Herning Fremad     |
| Kolding IF      | 1:1 n. V. (4:5 i. E.) | Ølstykke FC        |
| Næstved BK      | 1:2                   | Vejle BK           |

## 5. Runde
Teilnehmer: Die 10 Sieger der vierten Runde und die besten sechs Vereine der Superliga 1995/96.
|                 | Ergebnis  |                    |
| --------------- | --------- | ------------------ |
| B 1913 Odense   | 0:4       | Silkeborg IF       |
| B.93 Kopenhagen | 2:3       | Herfølge BK        |
| Holstebro BK    | 2:4       | FC Kopenhagen      |
| Lyngby BK       | 0:4       | Ikast FS           |
| Odense BK       | 6:1       | Aarhus GF          |
| Vejle BK        | 1:5 n. V. | Brøndby IF         |
| Aalborg BK      | 2:0       | BK Frem Kopenhagen |
| Ølstykke FC     | 2:3       | AB Gladsaxe        |

## Viertelfinale
Teilnehmer: Die 8 Sieger der vierten Runde.
|             | Ergebnis              |               |
| ----------- | --------------------- | ------------- |
| AB Gladsaxe | 0:1                   | FC Kopenhagen |
| Ikast FS    | 1:0                   | Odense BK     |
| Aalborg BK  | 0:3                   | Brøndby IF    |
| Herfølge BK | 4:4 n. V. (3:4 i. E.) | Silkeborg IF  |

## Halbfinale
|              | Gesamt |               | Hinspiel | Rückspiel |
| ------------ | ------ | ------------- | -------- | --------- |
| Silkeborg IF | 2:3    | FC Kopenhagen | 1:1      | 1:2       |
| Ikast FS     | 3:2    | Brøndby IF    | 2:2      | 1:0       |

## Finale
| Paarung        | FC Kopenhagen – Ikast FS |
| Ergebnis       | 2:0 (0:0) |
| Datum          | 8. Mai 1997 |
| Stadion        | Parken, Kopenhagen |
| Zuschauer      | 17.368 |
| Schiedsrichter | Knud Stadsgaard |
| Tore           | 1:0 Carsten Hemmingsen (72.) 2:0 David Nielsen (82.) |
| FC Kopenhagen  | Karim Zaza – Michael Nielsen, Morten Falch, Diego Tur, Carsten Vagn Jensen – Carsten Hemmingsen, Bjarne Goldbæk (64. David Nielsen), Henrik Larsen, Iørn Uldbjerg (76. Henrik Lykke) – Martin Johansen, Kenneth Perez (86. Aki Hyryläinen). Cheftrainer: Kim Brink |
| Ikast FS       | Steen Mølbye – Kent Røjkjær Nielsen, Claus Steinlein, Mads Jensen (75. Jari Pedersen), Lars Brøgger – Lars Larsen, Michael Elbæk, Petri Helin (64. René Søgaard Andersen) – Christian Lundberg, Lars Hansen (86. Jesper Schau). Cheftrainer: Poul Hansen           |